# Сан-Ніколас (Чилі)
Сан-Ніколас (ісп. San Nicolás) — селище в Чилі. Адміністративний центр однойменної комуни. Населення - 2109 осіб (2002). Селище і комуна входить до складу провінції Пунілья і регіону Ньюбле.
Територія комуни – 490,5 км². Чисельність населення – 10 011 мешканців (2007). Щільність населення - 20,41 чол./км².

## Розташування
Селище розташоване за 16 км на північний захід від адміністративного центру провінції міста Чильян.
Комуна межує:
- на півночі - з комуною Сан-Карлос
- Сході — з комуною Сан-Карлос
- на півдні - з комуною Чильян
- на заході - з комунами Портесуело, Нінуе